# Kéwa
Kéwa est une commune rurale du Mali, dans l'arrondissement de Kouakourou le cercle de Djenné et la région de Mopti. Elle a pour chef-lieu la localité de Kouakourou.

## Histoire
En novembre 2016, les élections municipales ne peuvent pas se tenir dans la commune pour des raisons de sécurité. 

## Villages
La commune s'étend sur 16 localités relevées lors du recensement général de 2009. 
Les villages les plus peuplés sont :
- Kouakourou (4 093 habitants)
- Nouh Bozo (3 295 habitants)
- Koa (2 637 habitants)